# 武汉工业
武汉市是中国的工业重镇，是中部地区最重要的工业中心。工业在武汉市经济中的地位举足轻重。

## 主要工业种类

### 汽车业
武汉是中国六个主要汽车生产基地之一。代表企业为总部设在武汉的东风汽车公司，旗下东风标致、东风雪铁龙、东风本田、东风雷诺、东风乘用车均有工厂设在武汉。上海通用汽车也在武汉拥有一个生产基地。